# Vlinderslag
De vlinderslag is van alle in het zwemmen gehanteerde slagen de jongste variant. Hij is voortgekomen uit de klassieke schoolslag, doordat de contrabeweging van de armen op een bepaald moment boven het water werd uitgevoerd. De zogeheten 'armdoorhaal' werd verlengd in de richting van de heupen, terwijl aanvankelijk de schoolbeenslag gehandhaafd bleef. In tegenstelling tot de school-, rugslag en borstcrawl vereist de vlinderslag kennis en vaardigheid.

## Geschiedenis
School- en vlinderslag groeiden na verloop van tijd langzaam maar zeker uit elkaar, en datzelfde gold voor de bijbehorende tijden. Mede daarom werd in 1952 besloten de slagen officieel te scheiden, waarmee de vlinderslag als aparte zelfstandige slag zijn intrede deed in de zwembassins.
In de jaren zestig van de 20e eeuw was het een Hongaar, György Tumpek, die als eerste de zogeheten dolfijnbeenslag in praktijk bracht. Gevolg: een min of meer continue verplaatsing, en dus snellere tijden. Tumpek was dan ook de eerste wereldrecordhouder op de 100 en 200 meter vlinderslag. Deze nummers stonden voor het eerst op het olympisch programma bij de Spelen van 1956 in Melbourne.

## Techniek
De vlinderslag is de op een na snelste zwemslag, getuige de onderlinge tijden. De verplaatsing is minder continu dan de borstcrawl, door de gelijktijdigheid van de armbeweging. Ook de ligging is minder ideaal, omdat méér in verticale richting bewogen moet worden.
Vlinderslag is, zoals dat heet, een echte 'hoofdzaak', en dat heeft alles te maken met de bewegingen van het hoofd ten opzichte van de romp. Voor een optimale snelheid moet het lichaam in voldoende mate deze beweging volgen om de wisselende bol-hol-ligging goed aan te voelen. De timing van de hoofdbeweging op de armslag is doorslaggevend. Bovendien moet de timing van de ondersteunende beenactie aansluiten op de bol-hol vanuit de armslag en de hoofdbeweging.
De bij de vlinderslag gehanteerde armslag komt neer op: (1) insteken, (2) (kort) glijden, (3) trekken, (4) duwen, (5) uithalen en (6) overhalen. De functie van de beenslag is tweeledig: zowel stabiliserend als stuwend. De vlinderslagbeenbeweging is een voortdurend op en neer bewegen van beide benen, en dat gelijktijdig. De beweging bestaat uit een upbeat (opslag) en een downbeat (neerslag), die vanuit de heupen wordt ingezet.
Verder is de vlinderslag de enige slag waarbij de rug actief deelneemt aan de zwembeweging. Aan schouders, nek en rug worden eveneens hoge eisen gesteld. Een relatief grote krachtsinzet is noodzakelijk; hierdoor is de slag ongeschikt voor lange(re) afstanden.

## Regels in wedstrijdverband
- De start vindt plaats vanaf het startblok;
- Na de start en elke keerpunt mag de zwemmer een of meerdere beenslagen en een armdoorhaal maken waarmee de zwemmer weer boven water kan komen;
- Na start of keerpunt dient het hoofd na ten hoogste 15 meter het wateroppervlak te doorbreken;
- De vlinderslag wordt in borstligging uitgevoerd.
- De beweging van de beide benen dient in hetzelfde verticale vlak te gebeuren;
- De beide armen dienen gelijktijdig voor het hoofd in het water te worden gestoken, waarna ze ook weer gelijktijdig achterwaarts moeten worden gebracht;
- De op en neer gaande beenbewegingen moeten gelijktijdig worden uitgevoerd. De benen hoeven niet op gelijke hoogte van elkaar te zijn, maar ze mogen elkaar niet passeren zoals bij de borstcrawl;
- Het aantikken van het eind- of keerpunt dient met twee handen gelijktijdig en gescheiden van elkaar, boven of onder het wateroppervlak, te gebeuren.
- Als de zwemmer niet uitkomt mogen er alleen beenslagen gedaan worden om bij de wand uit te komen.

## Vlinderslag in wedstrijdverband
- 50 meter vlinderslag
- 100 meter vlinderslag
- 200 meter vlinderslag
- 25 meter vlinderslag

Bovendien maakt de vlinderslag deel uit van:
- 100 meter wisselslag (alleen gezwommen op kortebaan)
- 200 meter wisselslag
- 400 meter wisselslag
- 4×100 meter wisselslag (estafette)
- 4×200 meter wisselslag in groot bad

## Vermaarde vlinderslagzwemmers
- Matt Biondi, Verenigde Staten
- Inge de Bruijn, Nederland
- Michael Groß, West-Duitsland
- Otylia Jędrzejczak, Polen
- Ada Kok, Nederland
- Michael Klim, Australië
- Martina Moravcová, Slowakije
- Anthony Nesty, Suriname
- Luis Alberto Nicolao, Argentinië
- Kristin Otto, Oost-Duitsland
- Denis Pankratov, Rusland
- Michael Phelps, Verenigde Staten
- Jessicah Schipper, Australië
- Mark Spitz, Verenigde Staten
- György Tumpek, Hongarije
- Ian Crocker, Verenigde Staten
- Gerrit Korteweg